# Hypselistes fossilobus
Hypselistes fossilobus là một loài nhện trong họ Linyphiidae.
Loài này thuộc chi Hypselistes. Hypselistes fossilobus được miêu tả năm 1993 bởi Fei & Zhu.